# Grachelle Sluisdom
Grachelle Sluisdom is een Surinaams politicus. Van juni 2023 tot juli 2025 was ze lid van De Nationale Assemblée.

## Biografie
Grachelle Sluisdom is ondernemer en daarnaast actief voor de Vooruitstrevende Hervormings Partij (VHP) in de woonwijk Geyersvlijt in Paramaribo. Sinds 2019 werden zij en Consuella Oehlers de hoofdverantwoordelijken van het toen geopende partijcentrum van de VHP in Geyersvlijt. Ze was betrokken bij verschillende initiatieven, zoals het Ons steunt ons-project dat ze met familie en vrienden is begonnen om mensen te ondersteunen die het zwaar hebben en als coördinator van een gezondheidsbeurs voor moeder en kind in Geyersvlijt waarmee tieners, zwangere vrouwen en moeders van informatie werden voorzien.
Ze was kandidaat voor de VHP tijdens de verkiezingen van 2020 op nummer 11 en werd niet rechtstreeks verkozen. Na het overlijden van Sham Binda was hoogleraar Ryan Nannan de eerstvolgende om toe te treden tot De Nationale Assemblée. Hij bewilligde echter niet waardoor zijn plaats vrijkwam voor Sluisdom. Ze werd op 1 juni 2023 geïnstalleerd. Ze wil zich als parlementslid richten op onderwijs, sociale omgevingen en waarden en normen.